# François-Xavier Bustillo
François-Xavier Bustillo Rípodas OFMConv (Pamplona, 23 de novembre de 1968) es un religiós catòlic espanyol. Va ser ordenat sacerdot el 1994, i s'incardinà a l'Orde de Frares Menors Conventuals. El 2018 va ser nomenat guardià del convent de Saint-Maximilien-Kolbe de Lourdes. L'11 de maig de 2021, el papa Francesc el nomenà bisbe d'Aiacciu.

## Publicacions
- La fraternità pasquale. Raccontare la vita comunitaria, EMP Memoria e profezia, 2013 ISBN 978-8825033953
- La vocation du prêtre face aux crises: La fidélité créatrice, Éditions Nouvelle Cité, Bruyères-le-Châtel, 2021 ISBN 978-2-37582-242-5